# GO Transit
El GO Transit (siglas de la AAR: GOT) conocido oficialmente como Greater Toronto Transit Authority (GTTA) es un sistema de transporte público interurbano que comprende los trenes de cercanías que operan a lo largo del área metropolitana de Toronto, Ontario, Canadá. Fue el primer sistema del género del país, y hasta la actualidad, el único en operación de Ontario. La base de operaciones de los trenes de GO Transit es la Union Station. Los pasajeros pagan en función de la distancia recorrida.
GO Transit maneja diariamente 180 trayectos de trenes y 1.430 de autobuses, transportando aproximadamente a 190.000 pasajeros, 160.000 en trenes y 30.000 en autobús. Al menos un 96% de los pasajeros de tren entran y salen de la Union Station, mientras que cerca de un 70% de los pasajeros de autobús entran y salen de la ciudad de Toronto, transportando actualmente más de 47 millones de pasajeros al año.
Desde que fue inaugurada, en 1967, GO Transit administra una extensa red de trenes y autobuses, que han transportado hasta la actualidad cerca de 750 millones de pasajeros, lo que supone una media de 19,2 millones de pasajeros al año. El número de pasajeros transportados ha superado a menudo las expectativas. El primer año de operación, ofreció servicios de transporte a 2,5 millones de pasajeros.

## Área de actuación

Mapa del sistema GO Train.